# Dongjin (köpinghuvudort i Kina, Hubei Sheng, lat 32,03, long 112,22)
Dongjin (kinesiska: 东津, 东津镇) är en köpinghuvudort i Kina. Den ligger i provinsen Hubei, i den centrala delen av landet, omkring 250 kilometer nordväst om provinshuvudstaden Wuhan. Antalet invånare är 95 788. Befolkningen består av 47 372 kvinnor och 48 416 män. Barn under 15 år utgör 15,0 %, vuxna 15-64 år 75 %, och äldre över 65 år 8,0 %.
Runt Dongjin är det ganska tätbefolkat, med 248 invånare per kvadratkilometer. Närmaste större samhälle är Xiangyang, 7,8 km väster om Dongjin. Trakten runt Dongjin består till största delen av jordbruksmark.
Genomsnittlig årsnederbörd är 1 060 millimeter. Den regnigaste månaden är augusti, med i genomsnitt 176 mm nederbörd, och den torraste är december, med 19 mm nederbörd.